# Stade
Stade é uma cidade da Alemanha localizada no distrito de Stade, estado de Baixa Saxônia.

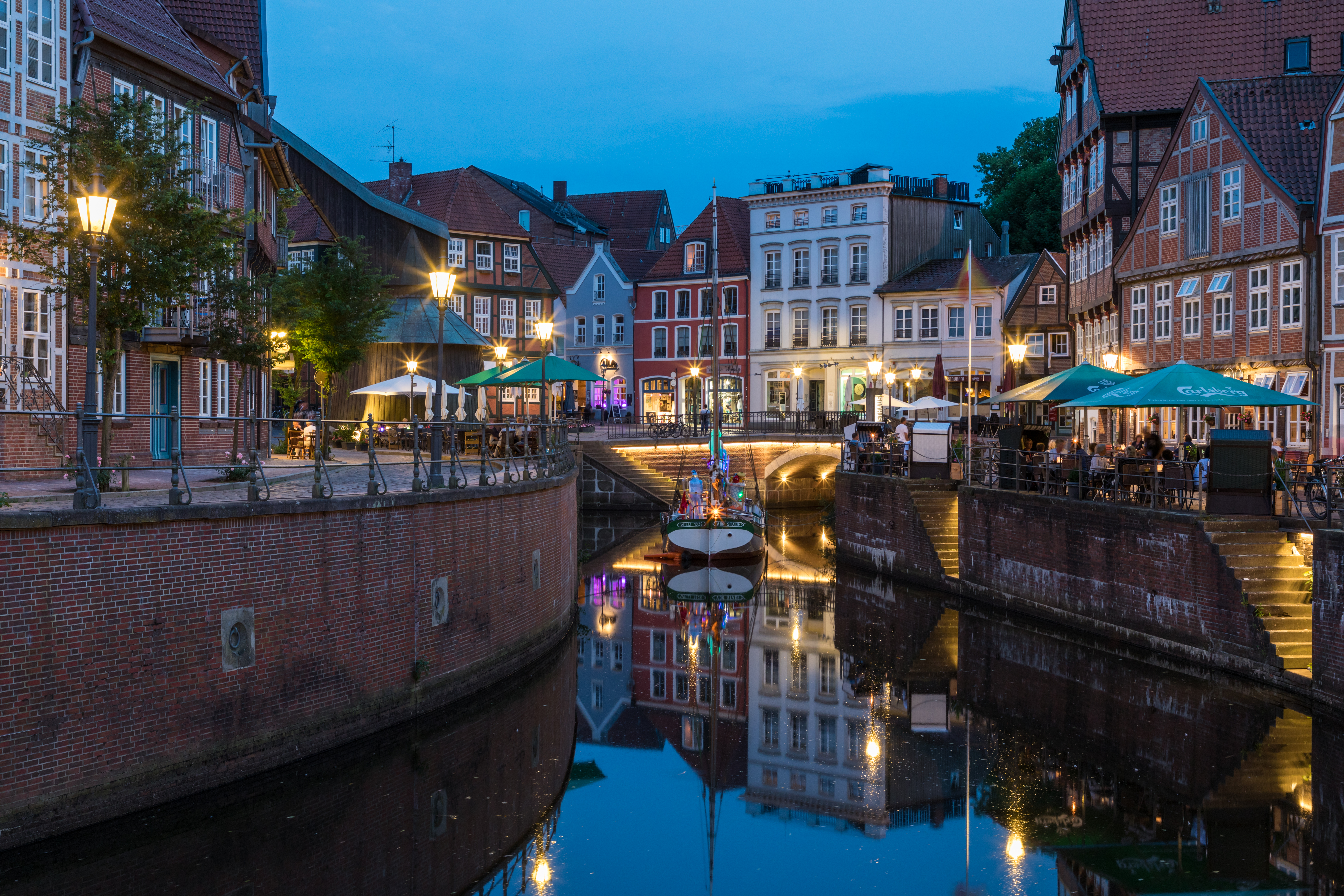
Porto fluvial de Stade ao amanhecer.